# (32855) Zollitsch
1992 SF17 (asteroide 32855) é um asteroide da cintura principal. Possui uma excentricidade de 0.19234320 e uma inclinação de 2.81333º.
Este asteroide foi descoberto no dia 24 de setembro de 1992 por Freimut Börngen e Lutz D. Schmadel em Tautenburg.